# Puig de Ballesta
El Puig de Ballesta és una muntanya de 424 metres que es troba al municipi de Rellinars, a la comarca del Vallès Occidental.